# Михаэль Саксен-Веймар-Эйзенахский
Михаэль-Бенедикт Саксен-Веймар-Эйзенахский (полное имя: Михаэль-Бенедикт Георг Йобст Карл Александр Бернард Клаус Фридрих (нем. Michael-Benedikt Georg Jobst Karl Alexander Bernhard Claus Frederick, Prinz von Sachsen-Weimar-Eisenach); род. 15 ноября 1946, Бамберг, Бавария) — нынешний глава герцогского дома Саксен-Веймар-Эйзенах и титулярный великий герцог Саксен-Веймар-Эйзенахский (с 1988 года), один из старших представителей Веттинского дома.

## Биография
Родился в Бамберге в Баварии. Единственный сын наследного великого герцога Карла Августа Саксен-Веймар-Эйзенахского (1912—1988), главы Сексен-Веймар-Эйзенахского дома (1923—1988), и урожденной баронессы Елизаветы фон Вангенхейм-Винтерштейн (1912—2010). Среди его крестных родителей были королева Голландии Юлиана и самозванка Анна Андерсон, выдававшая себя за великую княжну Анастасию Николаевну Романову.
Вместе с сестрами Елизаветой Софией (род. 1945) и Беатрисой Марией (род. 1948) Михаэль вначале проживал в Вайкерсхайме, затем в Тюбингене, Штутгарте и Фрайбурге. Учился в Залемской школе-интернате, затем изучал юриспруденцию во Фрайбургском и Кильском университетах.
В 1988 году после смерти своего отца Михаэль стал главой герцогского дома Саксен-Веймар-Эйзенах и титулярным великим герцогом Саксен-Веймар-Эйзенхским.
В 1991 году после смерти наследного принца Георга-Морица Саксен-Альтенбургского (1900—1991) принц Михаэль Саксен-Веймар-Эйзенахский унаследовал главенство в доме Саксен-Альтенбург.
Будучи потомком Августы Великобританской, старшей сестры английского короля Георга III, принц Михаэль Саксен-Веймар-Эйзенахский находится в линии наследования британского престола. Так как у самого Михаэля нет сыновей, наследником Саксен-Веймар-Эйзенахского дома является его кузен, принц Вильгельм Эрнст Саксен-Веймар-Эйзенахский (род 1946), у которого был сын принц Константин (1977—2018).
Великий магистр Ордена Белого Сокола и кавалер Ордена Саксен-Эрнестинского дома.

## Семья и дети
Михаэль Саксен-Веймар-Эйзенахский дважды женат. Первым браком он женился на Ренате Хенкель (род. 17 сентября 1947), дочери Конрада Хенкеля и Ютты фон Гюльзен. Гражданская церемония состоялась 9 июня 1970 года в Гамбург-Аймсбютеле. Церковный брак был заключен 4 июля 1970 года в Братшайде. Супруги не имели детей и развелись 9 марта 1974 года в Дюссельдорфе.
Вторично 15 ноября 1980 года в Лондоне принц женился на Дагмаре Хеннингс (род. 24 июня 1948), дочери Генриха Хеннингса и Маргарет Шахт. У них есть единственная дочь:
- Принцесса Леони Мерседес Августа Сильва Элизабет Маргарет Саксен-Веймар-Эйзенахская (род. 30 октября 1986, Франкфурт-на-Майне).